# Bjarni Eggerts Guðjónsson
Bjarni Eggerts Guðjónsson (Akranes, 26 febbraio 1979) è un ex calciatore e allenatore di calcio islandese, tecnico del Fram.

## Biografia
Figlio dell' ex calciatore e allenatore Guðjón Þórðarson, è fratello di Jóhannes Karl e Þórður Guðjónsson. Tutti e tre i fratelli hanno giocato insieme nel Genk.

## Carriera

### Club
Oltre che in Islanda e in Belgio ha giocato anche in Inghilterra e Germania.

### Nazionale
Ha giocato nella nazionale Under 21, ottenendo 20 presenze e cinque reti tra il 1997 e il 2000.
tra il 1997 e il 2010 ha giocato nella nazionale del suo paese, collezionando 23 presenze e segnando una rete.

## Palmarès
- Coppa di Lega islandese: 7

1998, 2001, 2005, 2010, 2012, 2016, 2017, 2019
- Supercoppa d'Islanda: 3

2003, 2012

### Club
- Campionato islandese: 4

IA Akraness: 1995, 1996
KR Reykjavík: 2011, 2013
- Coppa d'Islanda: 1

IA Akraness: 1996
KR Reykjavík: 2008, 2011, 2012
- Coppa di Lega islandese: 3

IA Akraness: 1996
KR Reykjavík: 2010, 2012
- Campionato belga: 1

Genk: 1998-1999
- Coppa del Belgio: 1

Genk: 1999-2000